# Catarata de Paulo Afonso
La catarata Paulo Afonso (en portugués: cachoeira de Paulo Afonso) es una famosa serie de cataratas ubicadas en el río San Francisco, en el municipio baiano de Paulo Afonso. Las caídas de agua, de hasta 80 metros de altura, alimentan una serie de fábricas del Complexo Hidrelétrico de Paulo Afonso.

## En las artes

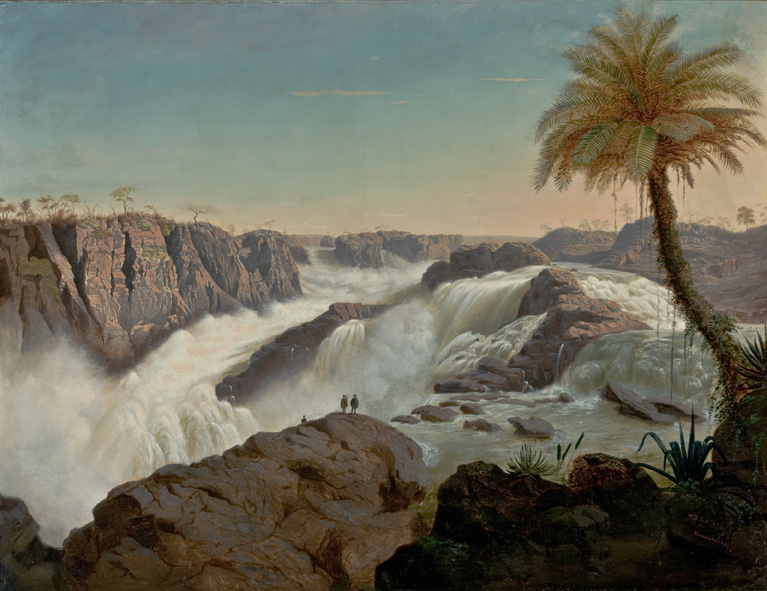
Pintura de la Catarata Paulo Alfonso.

Esta catarata fue representada en una pintura al óleo en madera por el paisajista neerlandés Frans Post en 1649. El nombre de la obra es el mismo de las caídas de agua, Cachoeira de Paulo Afonso.
El poeta baiano Castro Alves publicó en 1876 un poema «A Cachoeira de Paulo Afonso», parte integrante de la obra Os Escravos [Los  esclavos]. En él el poeta establece un paralelismo con la mitología griega, para dar una dimensión grandiosa  a la cascada:

A cachoeira! Paulo Afonso! O abismo!

A briga colossal dos elementos!

As garras do Centauro em paroxismo

Raspando os flancos dos parceis sangrentos.

Relutantes na dor do cataclismo

Os braços do gigante suarentos

Aguentando a ranger (espanto! assombro!)

O rio inteiro, que lhe cai no ombro!
¡La cascada! ¡Paulo Afonso! ¡El abismo !

¡Una lucha colosal de los elementos!

Las garras del Centauro en paroxismo

Raspando los flancos de los acantilados sangrientos.

Renuente en el dolor del cataclismo

Los brazos del  gigante sudorosos 

Aguantando la guarda (¡espanto! ¡asombro!)

¡El río entero, que le cae en el hombro!
A Cachoeira de Paulo Afonso, Castro Alves (1876)